# Oltis Valles
Le Oltis Valles sono una struttura geologica della superficie di Marte.